# 1,1,2,2-Tetrachlorethan
1,1,2,2-Tetrachlorethan ist eine chemische Verbindung aus der Gruppe der leichtflüchtigen Chlorkohlenwasserstoffe (LCKW). Sie ist isomer zu 1,1,1,2-Tetrachlorethan.

## Gewinnung und Darstellung
Tetrachlorethan kann durch zweistufige Additionsreaktion von Ethin mit Chlor (über 1,2-Dichlorethen) gewonnen werden.
{\displaystyle {\ce {C2H2 + Cl2 -> C2H2Cl2}}}
{\displaystyle {\ce {C2H2Cl2 + Cl2 -> C2H2Cl4}}}
1,1,2,2-Tetrachlorethan zählt zu den chemischen Stoffen, die in großen Mengen hergestellt werden („High Production Volume Chemical“, HPVC) und für die von der Organisation für wirtschaftliche Zusammenarbeit und Entwicklung (OECD) eine Datensammlung zu möglichen Gefahren („Screening Information Dataset“, SIDS) angefertigt wurde.

## Verwendung
1,1,2,2-Tetrachlorethan wurde früher unter der Bezeichnung R130 als Kältemittel und häufig als Lösungsmittel eingesetzt, heute jedoch nur noch als Ausgangsstoff zur Produktion von chlorierten Kohlenwasserstoffen, wie z. B. Vinylchlorid, Trichlorethylen und Perchlorethylen in geschlossenen Produktionssystemen.

## Sicherheitshinweise
1,1,2,2-Tetrachlorethan ist sehr giftig und wird auch über die Haut (Kontaktgift) aufgenommen. Akut reizt die Verbindung Haut und Schleimhäute und führt zu ZNS-Störungen. Die chronische Einwirkung führt zu Leberschädigungen sowie zu Störungen des Magen-Darm-Trakts und des Nervensystems.
Die Internationale Agentur für Krebsforschung (IARC) stufte 1,1,2,2-Tetrachlorethan im Jahr 2014 als möglicherweise krebserzeugend ein.